# 齐国辅
齐国辅（1933年3月—），男，北京人，中华人民共和国外交官，曾任中华人民共和国驻捷克共和国特命全权大使。

## 生平
1953年，就读北京师范大学政教系。1954年，外派捷克斯洛伐克查理大学法学院留学。1958年毕业，进入中华人民共和国外交部工作，先后在驻捷克斯洛伐克大使馆、外交部苏联东欧司任职。1987年，任驻捷克斯洛伐克大使馆政务参赞。1992年10月，出任中华人民共和国驻布拉迪斯拉发总领事。1993年1月，总领事馆升格为大使馆，齐国辅转任大使馆政务参赞、临时代办。1993年3月，出任中华人民共和国驻捷克大使。1995年4月，自驻捷克大使离任。